# سد ژاوه
سد ژاوه، سدی در حال ساخت در ۴۰ کیلومتری جنوب غربی مرکز استان کردستان بر روی رود ژاوه است. این رود یکی از سرشاخه‌های پرآب رودخانهٔ سیروان است که از بهم پیوستن دو شاخه گاوه رود و قشلاق رود تشکیل می‌شود و سد ژاوه در محل به هم پیوستن این دو شاخه رود احداث شده است. حجم مخزن این سد در طراحی ۳۵۰ میلیون متر مکعب عنوان شده و تأمین کننده آب کشاورزی و صنعت در دشت‌های اطراف سنندج و دشت قروه و دهگلان خواهد بود.
در زمان ساخت این سد در سال ۱۳۹۲ عنوان شد با تکمیل ساخت آن فقط در بخش کشاورزی سطح زیر کشت در استان کردستان تا ۶ برابر افزایش می‌یابد. از سال ۱۳۹۲ بارها زمان برای آبگیری این سد اعلام و سپس آبگیری لغو شده که دلیل آن کنترل نشدن ورود فاضلاب و پساب به ژاوه رود و افزایش چشمگیر آن عنوان می‌شود. بخشی از موانع در دوره‌ای، اختلاف بر سر این بوده که مدیریت این پساب و فاضلاب با بودجه عمومی استان انجام شود یا با بودجه ساخت سد ژاوه.
در فرایند ساخت این سد در مهر ماه سال ۱۳۹۱ رکورد بتن ریزی ماهانه کشور به میزان ۱۲۱ هزار متر مکعب بتن ریزی در ماه ثبت شد. همچنین پروژه سد ژاوه به علت کیفیت مطلوب مدیریت، طراحی و اجرا به عنوان پروژه برتر بتنی سال ۱۳۹۴ کشور انتخاب شد.

## اهداف و مشخصات سد
سد ژاوه از نوع بتن غلتکی (RCC) بوده و از سنگ و سیمان ساخته شده و دارای حجم مخزن ۳۵۰ میلیون مترمکعب است. از مخزن آن ۴۰ میلیون مترمکعب آن برای مصارف کشاورزی و صنعت سنندج و ۲۲۰ میلیون مترمکعب آن به دشت‌های قروه و دهگلان منتقل می‌شود. این سد و طول تاج آن ۴۲۰ متر، عرض تاج ۱۰ متر، ارتفاع سد از رودخانه ۱۰۵ متر و ارتفاع آب مخزن ۹۵ متر خواهد بود. این سد تا سال ۱۳۹۹ به میزان ۷۲ درصد پیشرفت داشته ولی ادامه ساخت و افزایش ارتفاع دیواره آن متوقف گردید است.
انتقال آب به این دشت‌ها از طریق یک خط لوله به طول ۲۷ کیلومتر و تونل نران به طول ۴٫۴ کیلومتر است.

## تاریخچه
این سد قرار بود در سال ۱۳۹۲ آبگیری شود ولی مسئولان وقت با عنوان ریخته شدن فاضلاب و سایر مواد آلاینده به رودخانه گاوه و قشلاق و تکمیل نشدن تصفیه خانه سنندج آبگیری را متوقف کردند ولی حتی وقتی سال ۱۳۹۴ تصفیه خانه افتتاح شد، عنوان شد حجم فاضلاب ورود افزایش یافته و تصفیه خانه موجود تنها ظرفیت تصفیه بخشی از فاضلاب سنندج را دارد. در زمان شروع ساخت سد ژاوه در سال ۱۳۹۸ میزان آلایندگی رودخانه گاوه‌رود کمتر از ۳٪ بود اما تا سال ۱۳۹۹ این رقم به ۳۴٪ افزایش یافت و عملاً آبگیری سد را تحت تأثیر قرار داد، درحالی که قرار بود با کارهایی مثل تکمیل تصفیه خانه سنندج میزان آلودگی اولیه در رودخانه کاهش یابد.
در سال ۱۳۹۴ در مشخصات این سد بر روی رودخانه مرزی سیروان (مانند سد داریان) تغییر در جهت کاهش کارایی و بازدهی آن انجام شد و دلایل آن نیز عنوان نشد. در سال ۱۳۹۶ عنوان شد کار ساخت دیواره سد در تراز ۱۳۰۸ متر از سطح دریا و ارتفاع از بستر ۸۶٫۵ متر تمام شده است.

## آلودگی آب رودهای منتهی به سد

### دلیل ایجاد آلودگی
بخشی از فاضلاب شهر سنندج و بقایای کودهای شیمیایی مورد استفاده در کشاورزی به ژاوه رود ریخته می‌شود و علاوه بر آن فاضلاب و پساب ۸۳ روستا وارد رودخانه‌های قشلاق و گاوه‌رود می‌شود و بعد از آبگیری همه این‌ها به صورت مداوم به مخزن سد ژاوه راه می‌یابد. با توجه به عمق بالای ۲۰ متر در دریاچه سد ژاوه، بعد از آبگیری، دریاچه آن از اواخر بهار تا اواخر پاییز دچار لایه بندی حرارتی شده و در لایه‌های پایین، مواد مغذی و رسوبی به صورت بدون اکسیژن (بی هوازی) تجزیه می‌شوند. این پساب و فاضلاب ریخته شده به ژاوه رود دارای ترکیبات نیترات و فسفر بوده و در کف دریاچه این سد رسوب می‌کنند و بعد از لایه بندی حرارتی دریاچه، در لایه‌های پایین به صورت بی هوازی تجزیه می‌شوند و گاز متان و سولفید هیدروژن تولید می‌کنند که باعث ایجاد بوی نامطبوع بر روی دریاچه سد می‌شود.
یکی از عمده‌ترین عوامل ایجاد آلودگی رودها در حوضه آبریز ژاوه رود علاوه بر کمبود زیرساخت‌ها و نبود اعتبارات مالی لازم در برخی بخش‌ها به ویژه در خصوص احداث تصفیه خانه‌های فاضلاب در روستاها (توسط شرکت آب و فاضلاب روستایی) ضعف فرهنگ عمومی در حفاظت کمی و کیفی از منابع آبی است که نیازمند عزم جدی مردم و مسئولان و همکاری سازنده و نظام مند همه طرف‌های دخلیل به منظور ارتقاء فرهنگ اجتماعی در حفاظت از منابع طبیعی این منطقه است.

### منشأ آلایندگی
بررسی رسوبات سطحی در دو شاخه قشلاق و گاوهرود و همچنین در محل آبگیری سد ژاوه در تحقیقی در سال ۱۴۰۲ نشان داده که کیفیت رسوبات در ایستگاه‌های مختلف مورد بررسی حاوی آلودگی آلی (نیتروژن) و معدنی (فسفر) بالایی می‌باشند. براساس TOC% رسوبات منطقه کمی آلوده تا خیلی آلوده، به خصوص در ایستگاه‌ها مورد بررسی در شاخه قشلاق بوده است اما کیفیت رسوب در ایستگاه شاخه گاوه رود بهتر و در گروه متوسط طبقه‌بندی گردیده است. در تحقیق حاضر تغییرات شاخصOPI و ONI و مقایسه با استاندارد شاخص آلی بیانگر آلودگی بالای رسوبات منطقه است. همچنین با توجه به بالا بودن غلظت میانگین فسفرکل (۱۷۸± ۲۰۷۵ میلیگرم بر کیلوگرم وزن خشک) و فسفر قابل دسترس (۱۴۲±۶۶۶ میلیگرم بر کیلوگرم وزن خشک) در مسیر رودخانه‌های منتهی به سد خطر غنی شدن سد ژاوه از نظر مواد مغذی نیز افزایش خواهد یافت؛ لذا با توجه به بالا بودن غلظت آلاینده‌های آلی و معدنی، پس از آبگیری سد ژاوه، کنترل تغذیه‌گرایی با در نظر گرفتن زمان ماند در مخزن به سختی امکان‌پذیر خواهد بود.

### پیش‌بینی آلودگی در مطالعات سد و اقدامات برای رفع آن
در زمان جانمایی و انجام مطالعات سد ژاوه مشکل آلایندگی آب وجود داشت اما عنوان شد که تا پایان ساخت سد، مشکل رفع می‌شود. مجریان پروژه از ابتدا از وجود آلاینده‌ها باخبر بودند اما عنوان می‌کردند که استان باید این مشکل را حل کند، اما مسئولان استانی هم این مسئله را حل نکردند. سید مختار هاشمی، مدیرعامل شرکت توسعه منابع آب و نیروی ایران در این زمینه در سال ۱۳۹۹ می‌گوید: «در زمان شروع ساخت طرح سد ژاوه (۱۰ سال قبل) میزان آلایندگی رودخانه گاوه‌رود کمتر از ۳٪ بود اما اکنون این رقم به ۳۴٪ افزایش یافته که نشان می‌دهد کار خاصی در این سال‌ها صورت نگرفته.»
نهادها و تحلیلگران استانی از جمله کمیته ملی آب دانشگاه کردستان در پاسخ به متهم شدن اداره آب و فاضلاب و شرکت آب منطقه ای کردستان به کم‌کاری در مدیریت فاضلاب و پساب برای افتتاح سد ژاوه بیان کرده‌اند از زمان آغاز ساخت این سد بحث ورود آلاینده‌ها به رود ژاوه بارها در گزارش‌های ارزیابی زیست‌محیطی مطرح شده بود و حال اگر هزینه هنگفتی (برای ساخت این سد) هم شده چرا باید مردم منطقه ژاوه رود (یعنی اداره آب و فاضلاب و شرکت آب منطقه‌ای با بودجه عمومی) هزینه جلوگیری از ورود این مواد آلاینده به رودخانه را پرداخت کنند؟

#### احداث تصفیه خانه سنندج
پاسخ مجریان پروژه سد ژاوه به انتقادات دربارهٔ وضعیت آلودگی آب رودخانه‌های منتهی به این سد این بوده که ارتقا ظرفیت تصفیه‌خانه آب سنندج مشکل را حل می‌کند، اما علیرغم تمام وعده‌ها هنوز ظرفیت این تصفیه‌خانه افزایش پیدا نکرده تا بتواند تمام فاضلاب سنندج را تصفیه نماید. کار ساخت تصفیه خانه ۹۹ هزار متر مکعبی سنندج در سال ۱۳۸۱ آغاز شد و سال ۱۳۹۴ افتتاح گردید ولی به دلیل افزایش بسیار زیاد فاضلاب شهر سنندج در طی این سال‌ها، کفاف تصفیه تمام فاضلاب شهر سنندج را نمی‌دهد.
بخش بزرگی از آب‌هایی که به تصفیه خانه سنندج وارد می‌شود فاضلاب خانگی نبوده و روان آب سطحی در شهر و همچنین تعداد زیادی چشمه و قنوات می‌باشد و تفکیک نشدن آن‌ها در شبکه مدیریت آب شهر سنندج باعث ریخته شدن همه آن‌ها به شبکه فاضلاب این شهر می‌شود. در زمان احداث سد ژاوه، اداره آب و فاضلاب کردستان و شرکت آب منطقه‌ای کردستان باید پیش‌بینی‌های لازم برای اصلاح شبکه مدیریت آب شهری سنندج انجام می‌داد، ولی نه تنها چنین کاری انجام نشد بلکه از زمان شروع ساخت این سد تا سال ۱۳۹۹ درصد آلایندگی آب ژاوه رود به دلیل افزایش ریخته شدن فاضلاب و پساب به آن نزدیک به ۱۰ برابر شد.

### راهکار حل مشکل
برای آبگیری سد یا باید ورود فاضلاب شهری، روستایی و کشاورزی آلاینده به شکل مؤثری به ژاوه رود محدود شود یا بعد آبگیری در نتیجه جمع شدن این مواد در کف دریاچه، لایه بندی حرارتی و تولید گاز متان و سولفید هیدروژن در آن، باید بوی نامطبوع این گازها بر روی دریاچه و مناطق اطراف آن تحمل شود و در برخی فصول نیز امکان رشد جلبک و شکوفایی جلبکی (مانند مخزن سدهای پایین دست) در مخزن این سد نیز وجود دارد. برخی مشاوران سد در پاسخ به کسانی که گزینه دوم را رد می‌کنند، بحث خودپالایی رودخانه و مخزن سد با ویژگی‌های ویژه خود را یادآور می‌شوند که توان این را دارد ورود حدی از آلاینده را بدون تأثیر محسوس بر محیط رفع نماید.
برخی کارشناسان راهکار مناسب را در ساماندهی کلیه منابع آلاینده رودخانه ژاوه، از اتمام ارتقای تصفیه خانه فاضلاب سنندج و مدیریت فاضلاب روستاها تا تصفیه شیرآبه سایت دفن زباله قبل از آبگیری می‌دانند و تأکید دارند باید همه منابع آلاینده پایش شوند و در صورت تأمین استاندرادهای زیست‌محیطی آن وقت وارد عملیات آبگیری شد. آب این سد قرار است به مصرف صنعت و کشاورزی برسد و برای آب شرب مصرف نمی‌شود.

#### فلزات سنگین
در دریاچه سدهایی که عمق بالا دارند و لایه بندی حرارتی با اختلاف چگالی زیاد بین لایه‌ها ایجاد می‌شود، اگر فلزات سنگینی مثل روی، کادمیم و … در آب دریاچه وجود داشته باشد، این فلزات معلق در آن که یون‌های مثبت هستند با ورود ذرات معلق واکنش شیمیایی داده و ترکیبات غیر محلول ایجاد می‌کنند و به سرعت در کف دریاچه رسوب می‌کنند و اگر لایه بندی حرارتی در دریاچه با اختلاف چگالی بالا همراه باشد هیچگاه دوباره به آب لایه‌های بالای دریاچه راه نمی‌یابند. همچنین شرایط شیمیایی آب، مانند PH و میزان اکسیژن محلول می‌تواند تأثیر زیادی بر رفتار فلزات داشته باشد و در شرایط بازی‌تر حلالیت برخی فلزات کاهش می‌یابد. حتی در صورتی که حالت گل آلود شدن و ورود ذرات معلق به آب رود ژاوه و افزایش PH آب به ندرت اتفاق افتد می‌توان جلوی تغذیه گرایی را با اقدامات مصنوعی در نقاطی از مخزن سد که این شرایط حادث می‌شود گرفت.
میزان آلایندگی پساب محل دفن زباله شهر سنندج ۶۰ برابر فاضلاب شهر بوده و بخش بزرگی از مواد شیمیایی و فلزات سنگین از این طریق وارد رود قشلاق می‌شوند. از آن‌جا که فعلاامکان تصفیه پساب زباله به شکل مؤثر در تصفیه خانه سنندج وجود ندارد، یکی از روش‌های مرسوم و ارزان مقابله با پساب صنعتی و زباله روش مدیریت پساب با حوضچه‌های تبخیر استفاده و بعد از لجن کشی و آبکشی پساب به خشک سازی پساب در حوضه‌چه‌های تبخیر پرداخت و جلوی ورود این مواد شیمیایی و فلزات سنگین را به ژاوه رود گرفت.

#### بوی نامطبوع
در مورد اینکه بوی نامطلوب تولید شده در دریاچه سد بعد از آبگیری چقدر خواهد بود اظهارات متضادی بیان شده است. برخی کارشناسان سد می‌گوید با تکمیل برخی اقدامات جهت محدود کردن ورود فاضلاب و پساب به رودخانه ژاوه، می‌توان آبگیری را انجام داد و تکمیل حذف منابع آلاینده به صورت کامل می‌تواند به موازات بهره‌برداری از سد محقق گردد و در نتیجه بوی نامطبوع تولید شده منقطه محدودی را در برخواهد گرفت و محدود به مناطقی خواهد بود که عمق آب بالای ۲۰ متر است و غلظت مواد آلاینده در لایه‌های بالایی مخزن سد مانند سدهای پایین دست خواهد بود. بر همین اساس اداره کل محیط زیست کردستان در سال ۱۳۹۹ عدم مخالفت خود با آبگیری این سد را اعلام کرد. برخی دیگر هم می‌گوید با آبگیری این سد در فصل تابستان چنان بوی نامطبوع شدیدی در کل منطقه تولید خواهد شد که در نتیجه آن باید روستاهای منطقه تخلیه شوند، پس آبگیری قبل از رفع کامل آلاینده‌ها فاجعه خواهد آفرید.

## نگارخانه
.